# Iodictyum polycrenulatum
Iodictyum polycrenulatum är en mossdjursart som först beskrevs av Okada 1923.  Iodictyum polycrenulatum ingår i släktet Iodictyum och familjen Phidoloporidae. Inga underarter finns listade i Catalogue of Life.